# Sexarbetare
| Sexarbetare |
| --- |
| Statyn Belle, upprättad för att hedra sexarbetare, i Amsterdam. Inskriptionen lyder: "Respect sex workers all over the world." - Betydelse – person som sysslar med sexarbete - Exempel – prostituerad, webbkameramodell, strippa/striptör, porrskådespelare - Alternativ betydelse – på svenska ofta i betydelsen prostituerad |

Sexarbetare är en person som sysslar med sexarbete, det vill säga (yrkesmässigt) säljer kroppsliga sexuella tjänster. Detta inkluderar prostitution (det vill säga fysisk sexuell kontakt med en kund) men även andra sexuella tjänster som upphetsande sceniska framträdanden (striptease, webbkameramodellande) och sexuella aktiviteter vid produktion av pornografi eller sexshower. Prostitution är en kontroversiell sysselsättning som ofta kritiseras för att vara moraliskt tvivelaktig. Den anses ofta sysselsätta människor som har sociala problem, missbruksproblematik eller befinner sig i annan utsatt situation, och är i många länder olaglig.

## Etymologi
Orden sexarbete och sexarbetare är översättningar av engelskans motsvarande sex work och sex worker. Begreppen brukar tillskrivas den amerikanska sexarbetaren och aktivisten Carol Leigh, som lär ha myntat dem på 1970-talet. Leigh har senare uttryckt det som:
| ”                   | The word ‘prostitute’ was tarnished, to say the least. In fact, ‘prostitute’ is another euphemism... The concept of sex work unites women in the industry – prostitutes, porn actresses and dancers – who are enjoined by both legal and social needs. | „ |
| – Carol Leigh, 2015 | |   |

Begreppet sexarbetare används i svenskan sedan 1990-talets senare hälft. Sedan den svenska sexköpslagens införande 1999 har ordet blivit vanligare, och i Sverige ses det ofta som en synonym till prostituerad (som erbjuder tjänst där köpet är olagligt). Övriga typer av sexuella tjänster (där köpet av tjänsten/varan är laglig) definieras då ibland bort. Engelskans sex work respektive sex worker används dock vanligen om det vidare fenomenet, där en sexuell tjänst av något slag erbjuds. Där används då full-service sex work[er], som ett förtydligande av att tjänsten och arbetet inkluderar samlag med en kund. Den typen av tjänsten kan exempelvis erbjudas av en gatuprostituerad eller eskort.

## Begreppets användning
Ordet sexarbetare sägs av dem som använder det vara ett neutralt, icke-diskriminerande och inkluderande begrepp på de personer som har sex eller ägnar sig åt andra erotiska aktiviteter i kommersiellt syfte. Exempel på sådana verksamheter är striptease, försäljning av sexuella tjänster via webbkamera, telefonsex, yrkesmässig BDSM (dominatrixer) eller porrfilmsinspelning.
En sexarbetare utnyttjar yrkesmässigt sitt erotiska kapital, enligt Eva Illouz och Dana Kaplan den varianten av detta kapital som de kallar sexuellt kapital som mervärde av kroppen. Hen skänker sexuell njutning eller andra sexuella upplevelser via sin kropp eller olika handlingar. Detta kan vara fysiskt, visuellt eller ljudmässigt. Denna avgränsning innebär att andra delar av sexbranschen, där arbetarna inte syns, hörs eller känns fysiskt mot en kund brukar räknas bort. Detta innebär att övrig produktionspersonal vid en porrfilmsinspelning, butikspersonal i en sexbutik, tillverkare av sexleksaker, sexualupplysare eller liknande vanligen inte ses som sexarbetare.
Trots begreppets tydligt politiska ursprung har det med åren kommit att få en något neutralare klang i den engelskspråkiga sfären. Det används bland annat inom FN och Amnesty International för att beteckna kommersiella sexuella förbindelser mellan vuxna, medan begreppet prostitution där ofta reserveras för förbindelser som involverar minderåriga säljare. I Sverige används begreppet emellertid fortfarande främst av dem som anser att prostituerades mänskliga rättigheter bör tillgodoses bättre och att detta bör ske genom att dessa ges en arbetsrättslig ställning. De som är av denna uppfattning – ett känt svenskt exempel är Petra Östergren – kallas beroende på sammanhang för "sexarbetarrörelsen" eller mer nedsättande "prostitutionslobbyn". I svensk debatt och i svensk myndighetsterminologi används alltjämt begreppen "prostitution" och "prostituerad", ofta med motiveringen att sexarbete uppfattas som för positivt och att det därför är viktigt att behålla ordet prostitution.

### Ordval och kritik
Användningen av ordledet -arbete anses ibland känsligt, eftersom det skulle kunna legitimera själva fenomenet som en sorts arbete. Kvinnliga sexarbetare, inklusive de som skådespelar i pornografisk film, ses bland annat inom radikalfeminismen som offer för patriarkatets förtryck av kvinnan. Sexualiteten ses av många som ett olämpligt område att erbjuda som en vara/tjänst, baserat på att sexualiteten för de flesta är något privat och kopplat till en persons egen identitet.
Ibland används istället ordet sexsäljare. Detta blir då en direkt komplettering till sexköpare, ett ord som dock i svenskan för det mesta endast används om en person som köper en sexuell tjänst från en prostituerad. En sexköpare genomför då den i Sverige olagliga handlingen sexköp, medan andra typer av sexuella tjänster eller sexuellt relaterade varor (lagligt i Sverige om man inte bryter mot någon annan lag) räknas bort. I de här sammanhangen definieras ordet sex som synonymt med samlag, det vill säga minus övrig sexuell stimulans eller underhållning.
Bland företrädare för maktkritik kritiseras ibland begreppen sexarbete och sexarbetare. De kan hävda att ordet även skulle syfta på att en prostituerad kvinna utför tjänsten som ett mer eller mindre rationellt yrkesval, vilket motståndare till sexbranschen närmast ser som en paradox. De menar alltså att själva köpet av den sexuella tjänsten omöjliggör ett äkta samtycke, vilket alltså leder till att all prostitution ses som sexuella övergrepp. Begreppet samtycke är dock vanligt även utanför sexbranschen, bland annat i samband med accepterandet av ett anställningsavtal. Diskussionen omkring kritiken mot definitionen "sex som arbete" syftar dock även på det vidare fenomenet arbetskritik.

## Organisering och hälsofrågor

### Organisering i olika länder
Det finns ett flertal fackliga och/eller intresseorganisationer av och för sexarbetare. Några exempel på sådana är International Union of Sex Workers (IUSW; Storbritannien), Hydra (Tyskland), SALLI (Finland), SIO (Danmark), Durbar Mahila Samanwaya Committee (DMSCM; Indien) och Scarlet Alliance (Australien).
Det spanska OTRAS godkändes 2018 först som fackförening av arbetsmarknadsministeriet. Därefter drog man tillbaka godkännandet, när den PSOE-ledda regeringen (som är uttalade prostitutionsmotståndare) insåg att även prostituerade skulle kunna ansluta sig till förbundet, vilket i november samma år bekräftades av landets appellationsdomstol. Prostitution är tillåten i Spanien men var dittills helt oreglerad. OTRAS fungerade därför tills vidare som en intresseorganisation för landets sexarbetare. Organisationskonflikten löstes slutligen 2 juni 2021, i och med att Spaniens högsta domstol slog fast att landets sexarbetare har rätt att organisera sig.
Rose Alliance, tidigare Rosea, är en intresseorganisation för sex- och erotikarbetare i Sverige. 2017 startades också Fuckförbundet, numera Red Umbrella Sweden ett nätverk och intresseorganisation för sexarbetare. Stockholms LS, en lokal samorganisation under SAC Syndikalisterna, är för närvarande den enda fackliga organisationen i Sverige som öppet säger sig godta medlemsansökningar från stripteasedansare. Tidigare fanns också SANS, Sexsäljares och allierades nätverk i Sverige.
Sexköp är förbjudet i Sverige men är tillåtet i Finland, om ingen inblandad är offer för människohandel. I praktiken gör lagstiftningen även i Finland det svårt för många sexarbetare att trygga säkra arbetsvillkor.

### Lagar och arbetsvillkor
En del sexarbetare har erfarenhet som offer för människohandel. Sexarbetare antas ibland rutinmässigt ha valt yrket som en yttersta nödlösning, för att finansiera drogmissbruk eller efter att ha blivit offer för sexuella övergrepp. Detta kan leda till problem i kontakten med vårdinrättningar för fysiska eller psykiska vårdbehov. I bland annat USA finns lagar mot människohandel (FOSTA/SESTA) som i praktiken gör sexarbete mer riskfyllt och dessutom ofta försvårar omställningshjälp för sexarbetare som vill lämna branschen.
I princip alla världens länder finns lagar och konvention emot barns utnyttjande inom sexbranschen – se vidare barnprostitution. I praktiken är efterlevnaden inte alltid stor, i likhet med hur barnarbete förekommer som del av den lokala ekonomin inte minst i många utvecklingsländer.